# Mike Taylor (piloto)
Michael John Clifford Taylor (24 de abril de 1934-4 de abril de 2017) fue un piloto de automovilismo británico. Participó en dos Grandes Premios de la Fórmula 1, debutando el 18 de julio de 1959 sin conseguir puntos. También participó en numerosas carreras de Fórmula 1 fuera del campeonato.
Su carrera terminó cuando falló la dirección de su Lotus 18 en el Gran Premio de Bélgica cuando iba a 260 kilómetros por hora. Salió expulsado de su coche y chocó con un árbol partiéndose varios huesos. En esa misma carrera, Alan Stacey y Chris Bristow fallecieron y Stirling Moss fue gravemente herido. Durante un tiempo, quedó parapléjico, pero después de una terapia de recuperación consigue volver a andar.
Debido a los problemas de su coche, Taylor demandó a Lotus con éxito. Ésta fue una de las pocas acciones legales exitosas contra los fabricantes de coches en el mundo del automovilismo.
Después del accidente, Taylor compitió de manera esporádica en carreras de larga distancia. Acaba tercero en la Maratón Londres-Sídney en 1977 con un Citroën CX junto a Paddy Hopkirk y Bob Riley. Taylor también tuvo una carrera como promotor inmobiliario. Murió el 4 de abril de 2017 después de una larga batalla con el cáncer.

## Resultados

### Fórmula 1
(Clave) (negrita indica pole position) (cursiva indica vuelta rápida)

| Año     | Equipo                     | 1   | 2   | 3   | 4   | 5       | 6   | 7   | 8   | 9   | 10  | Pos. | Puntos |
| ------- | -------------------------- | --- | --- | --- | --- | ------- | --- | --- | --- | --- | --- | ---- | ------ |
| 1959    | Alan Brown Equipe          | MON | 500 | NED | FRA | GBR Ret | GER | POR | ITA | USA |     | NC   | 0      |
| 1960    | Taylor-Crawley Racing Team | ARG | MON | 500 | NED | BEL DNS | FRA | GBR | POR | ITA | USA | NC   | 0      |
| Fuente: |                            |     |     |     |     |         |     |     |     |     |     |      |        |